# Zafrona lindae
Zafrona lindae is een slakkensoort uit de familie van de Columbellidae. De wetenschappelijke naam van de soort is voor het eerst geldig gepubliceerd in 1992 door Petuch.